# Biserica de lemn din Valea Caselor

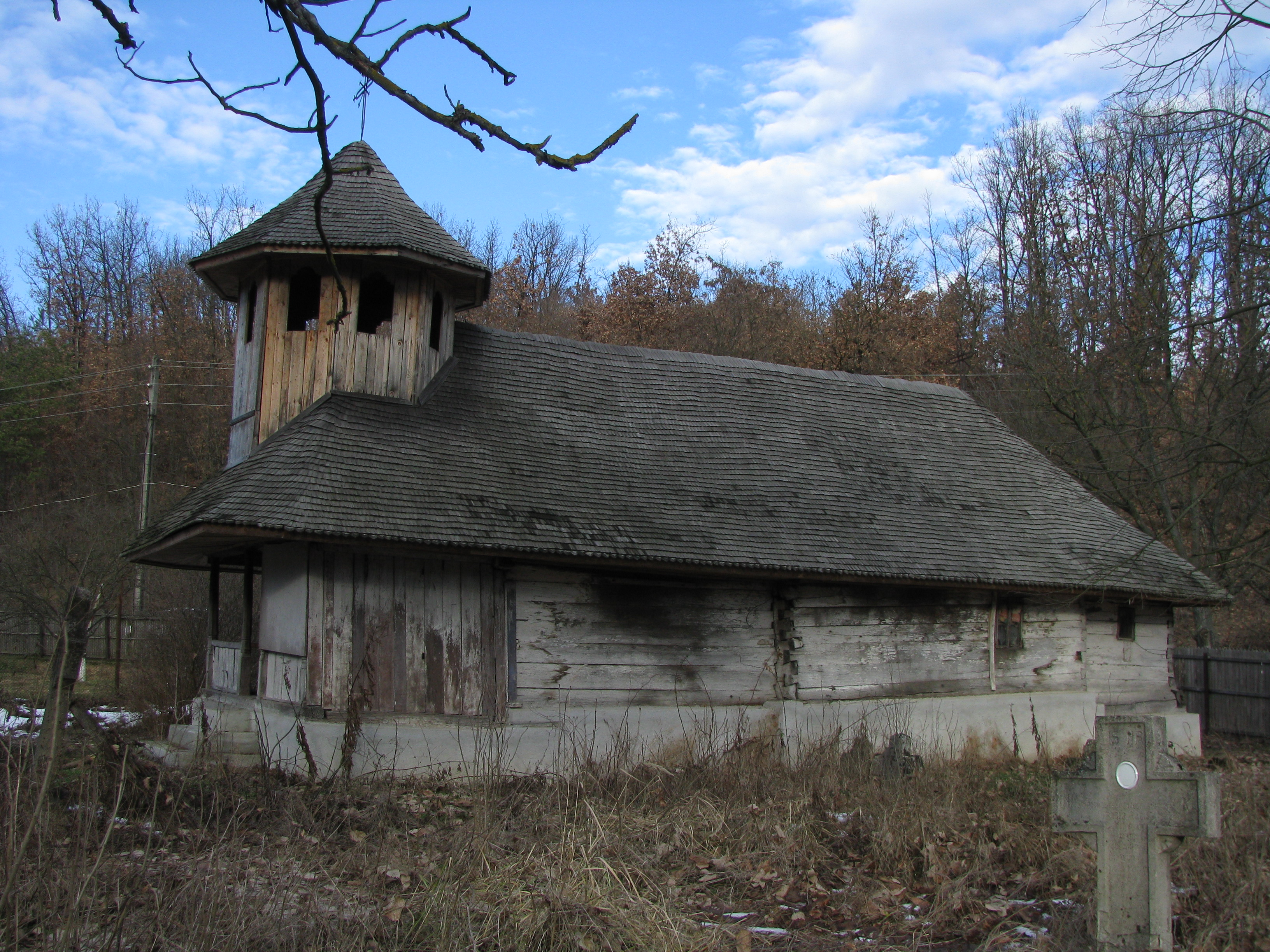
Biserica de lemn din Valea Caselor, județul Dâmbovița. Foto: decembrie 2009

Biserica de lemn din Valea Caselor, comuna Valea Mare, județul Dâmbovița, poartă hramul "Cuvioasa Paraschiva" și datează din prima jumătate a secolului al XVIII-lea.  Biserica este înscrisă pe noua listă a monumentelor istorice, LMI 2004:  DB-II-m-A-17731.

## Imagini din exterior

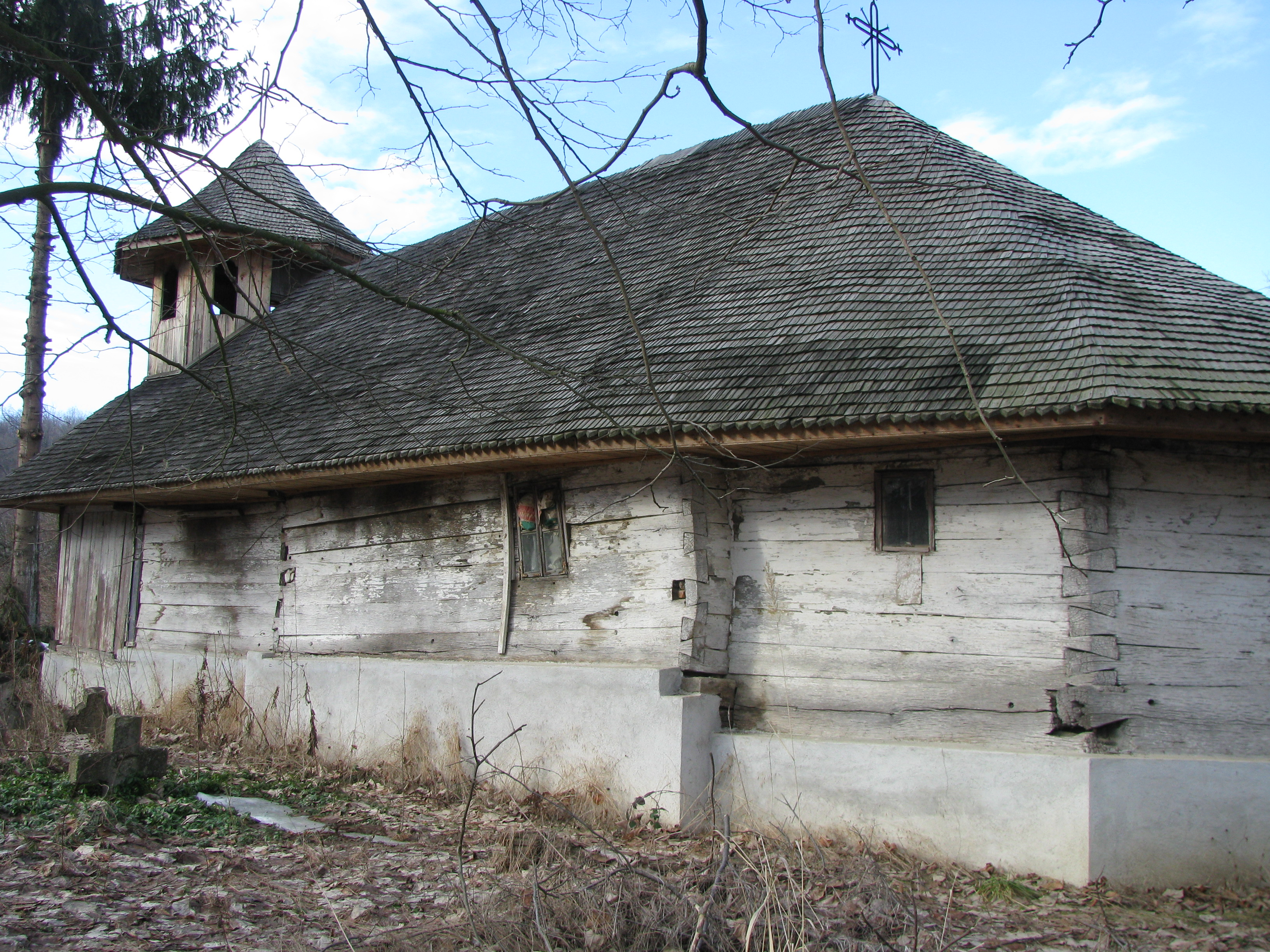
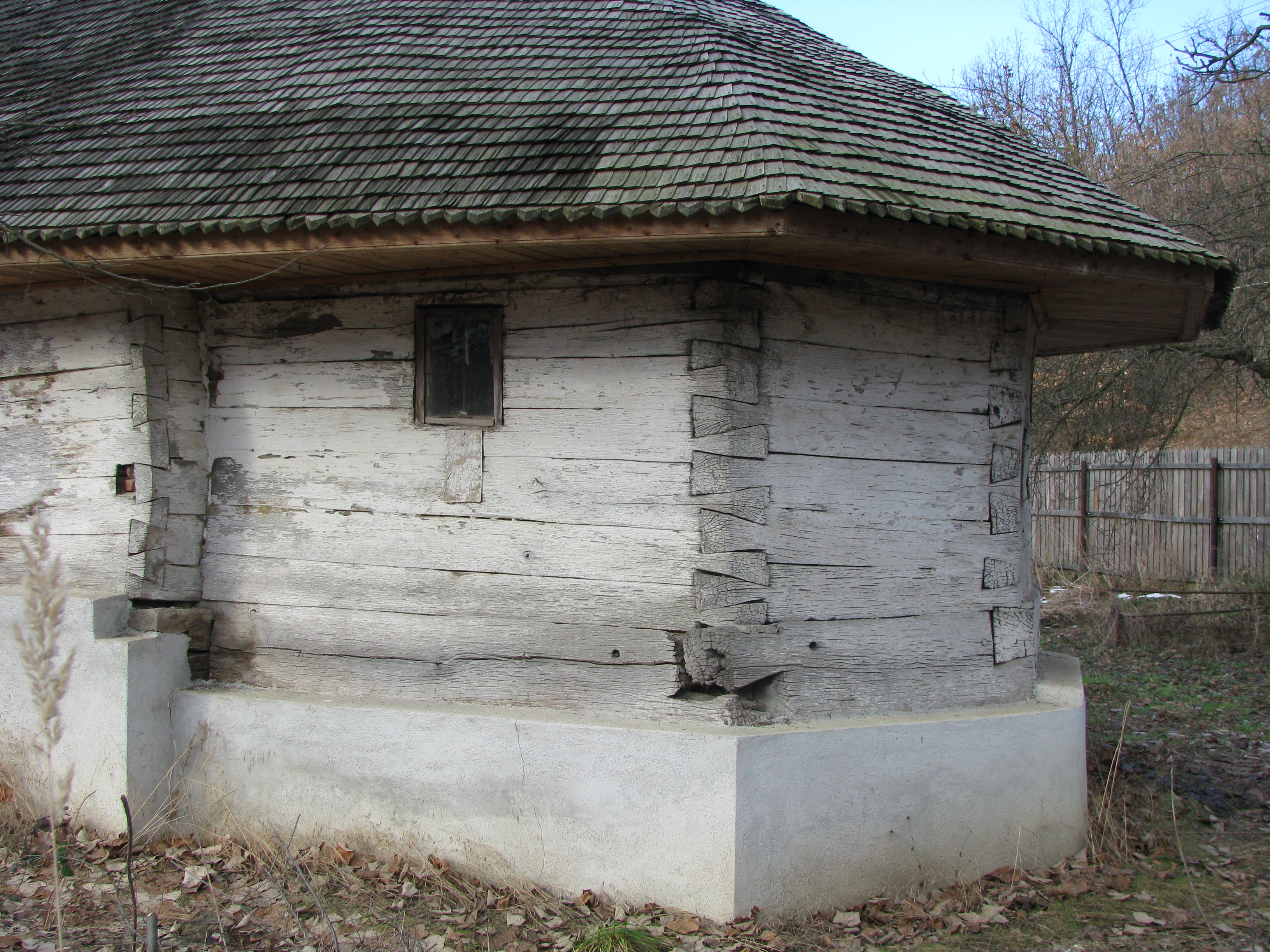
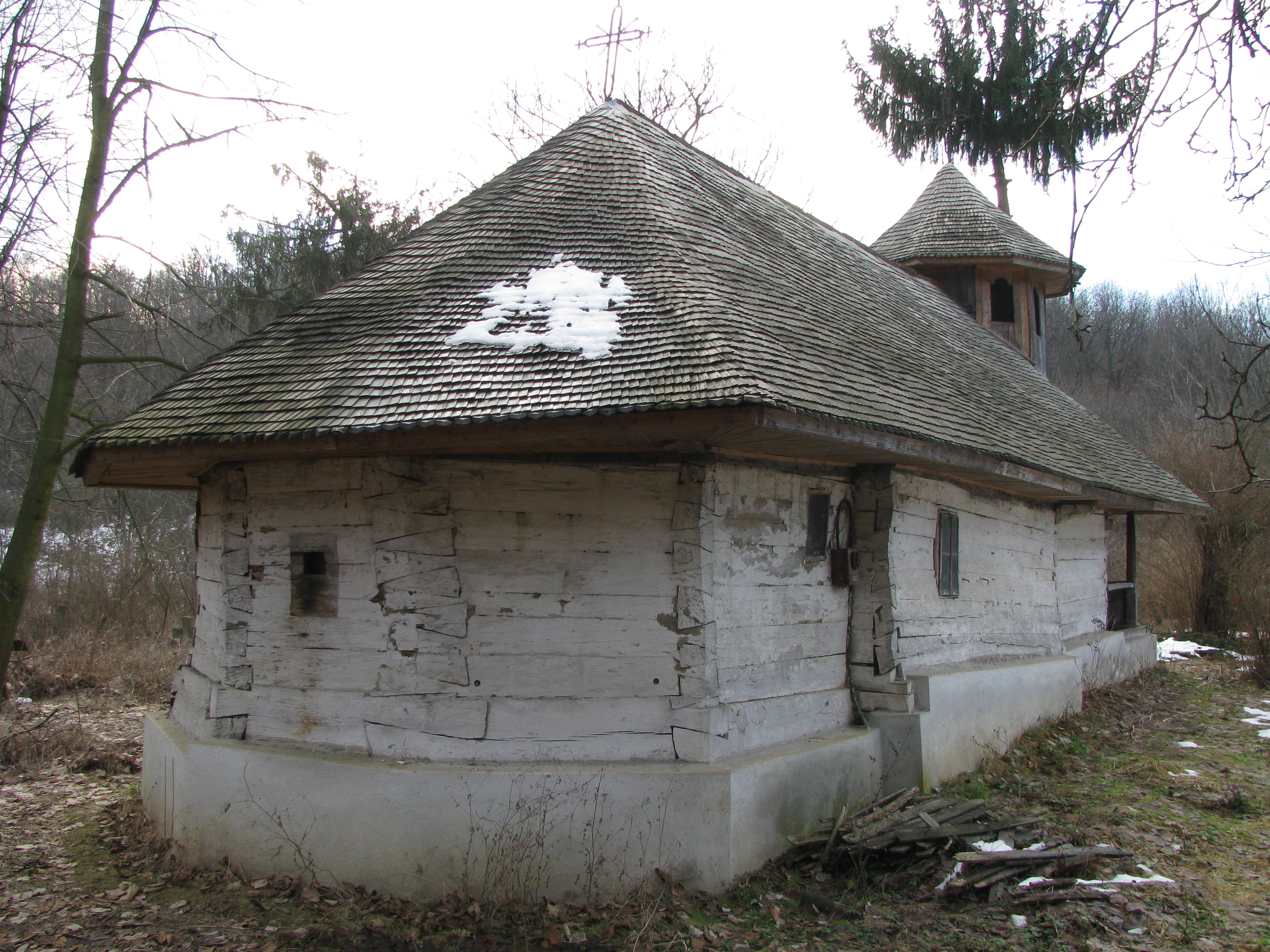
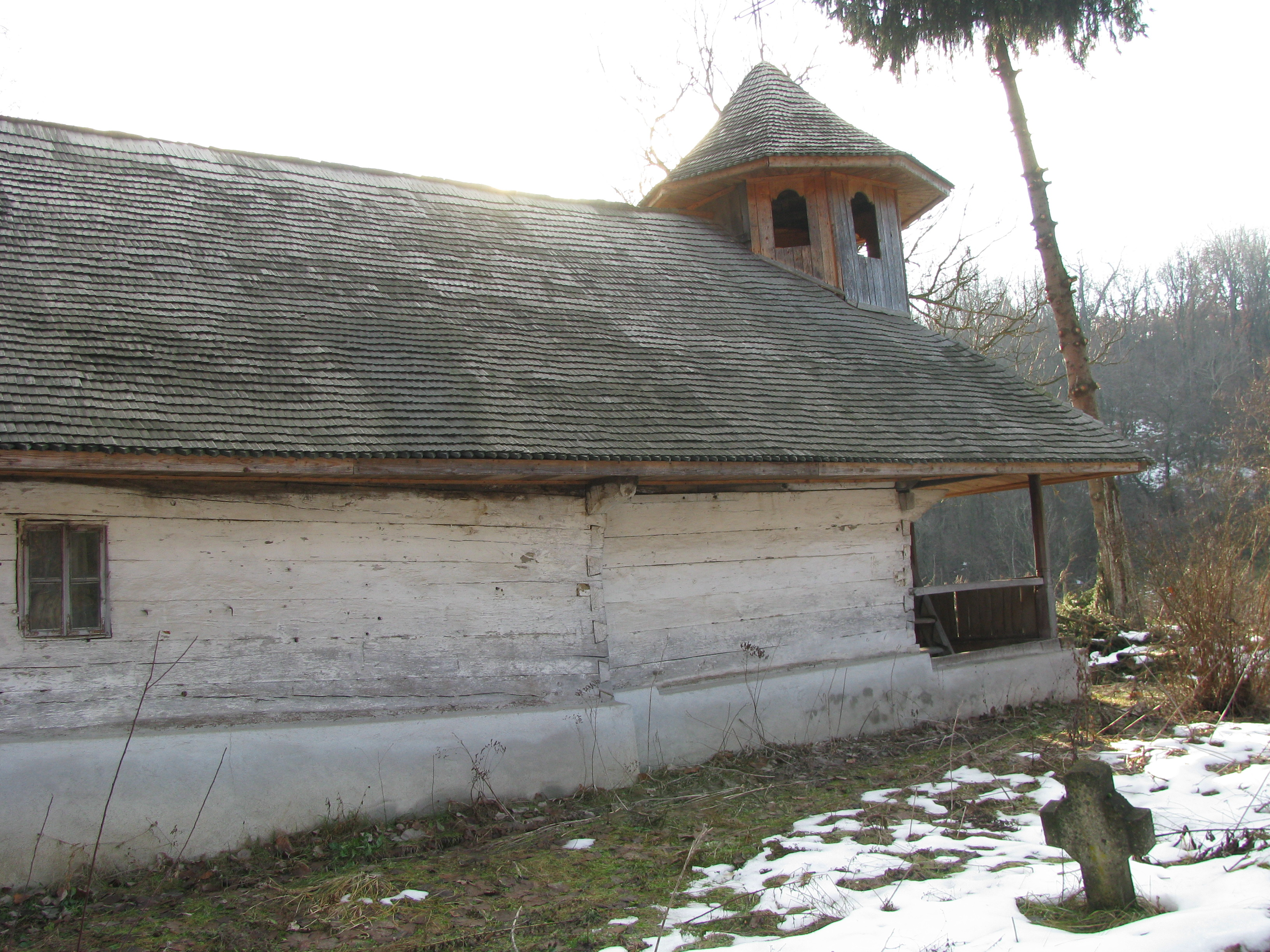
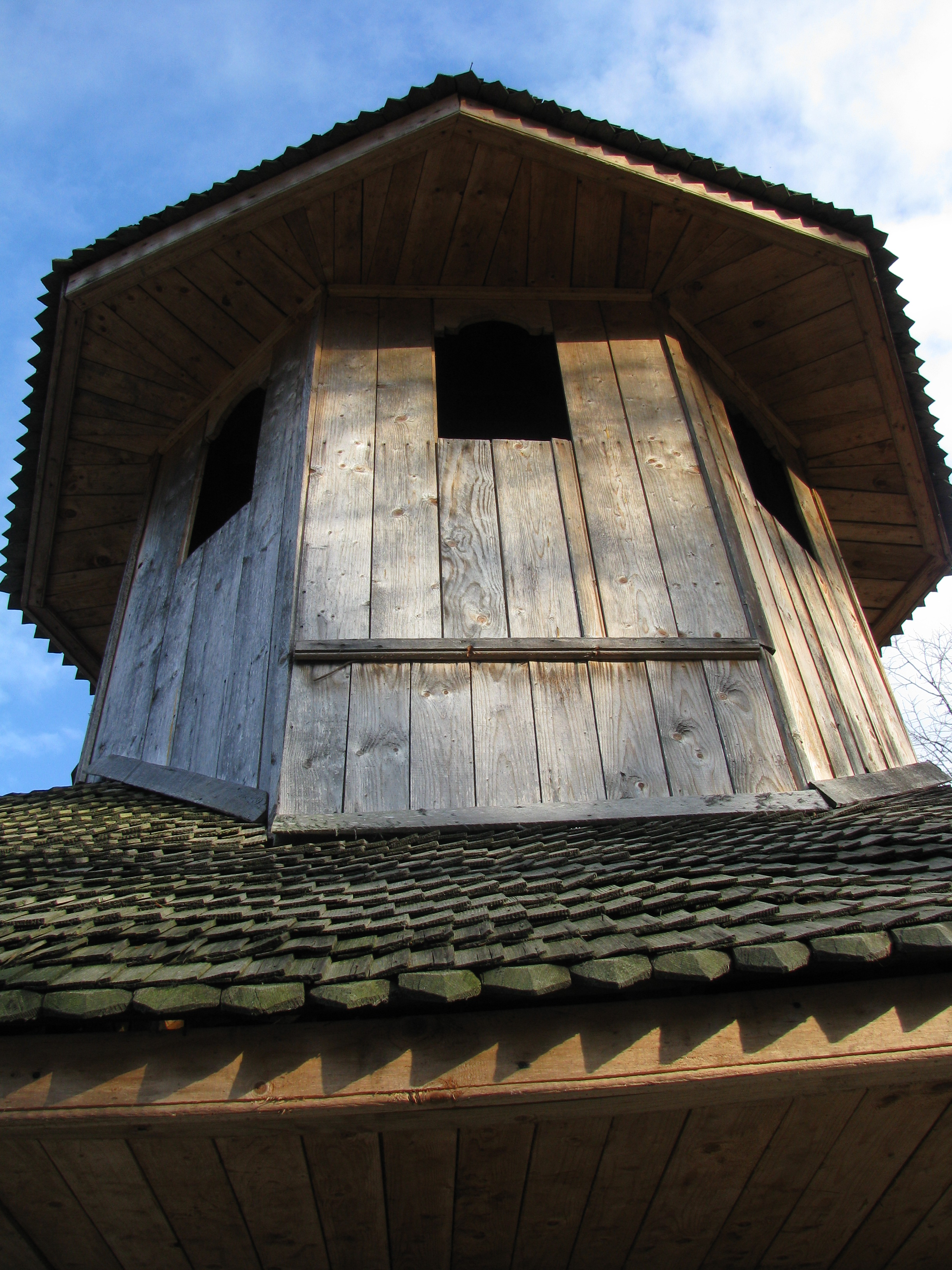
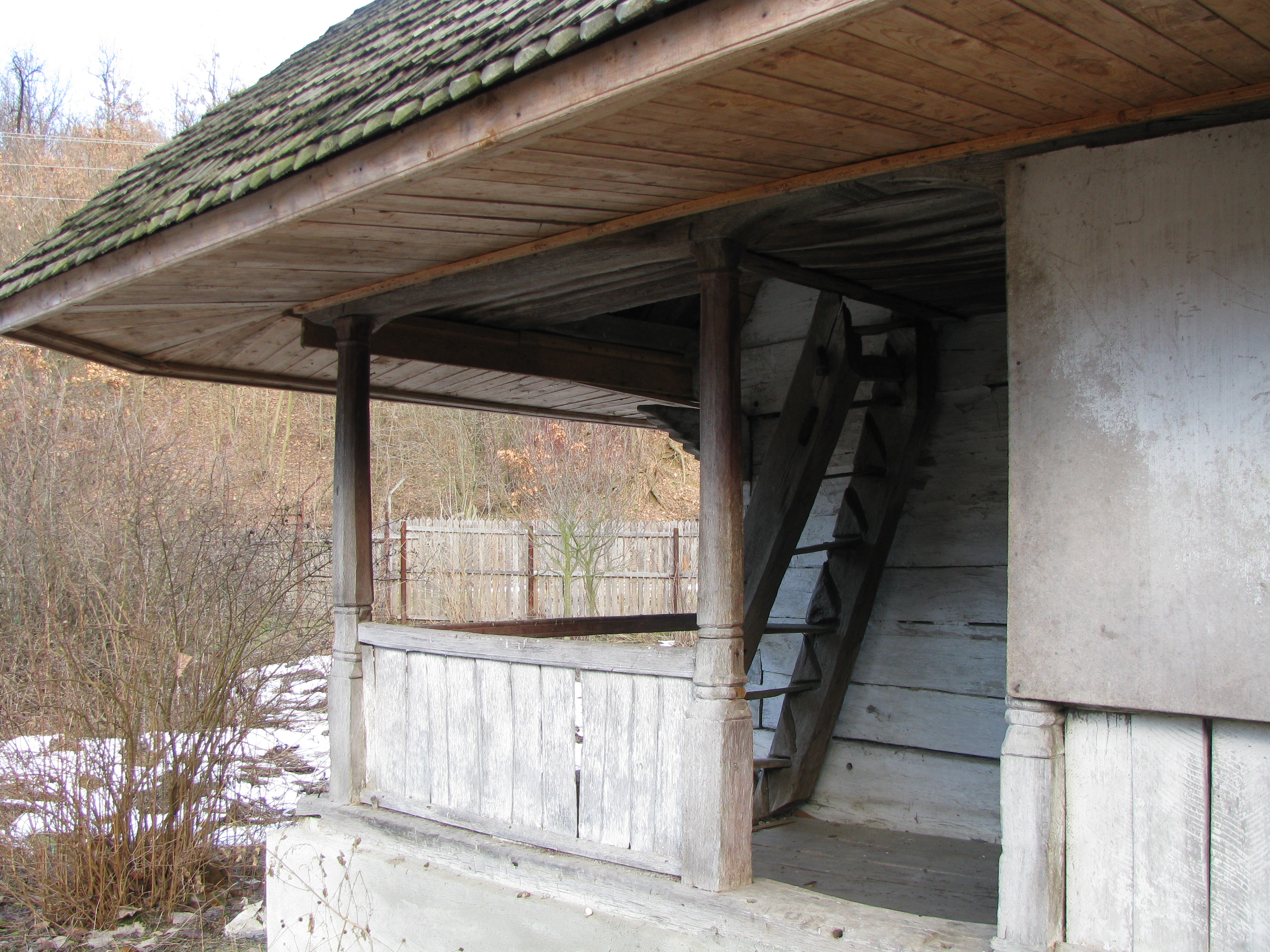
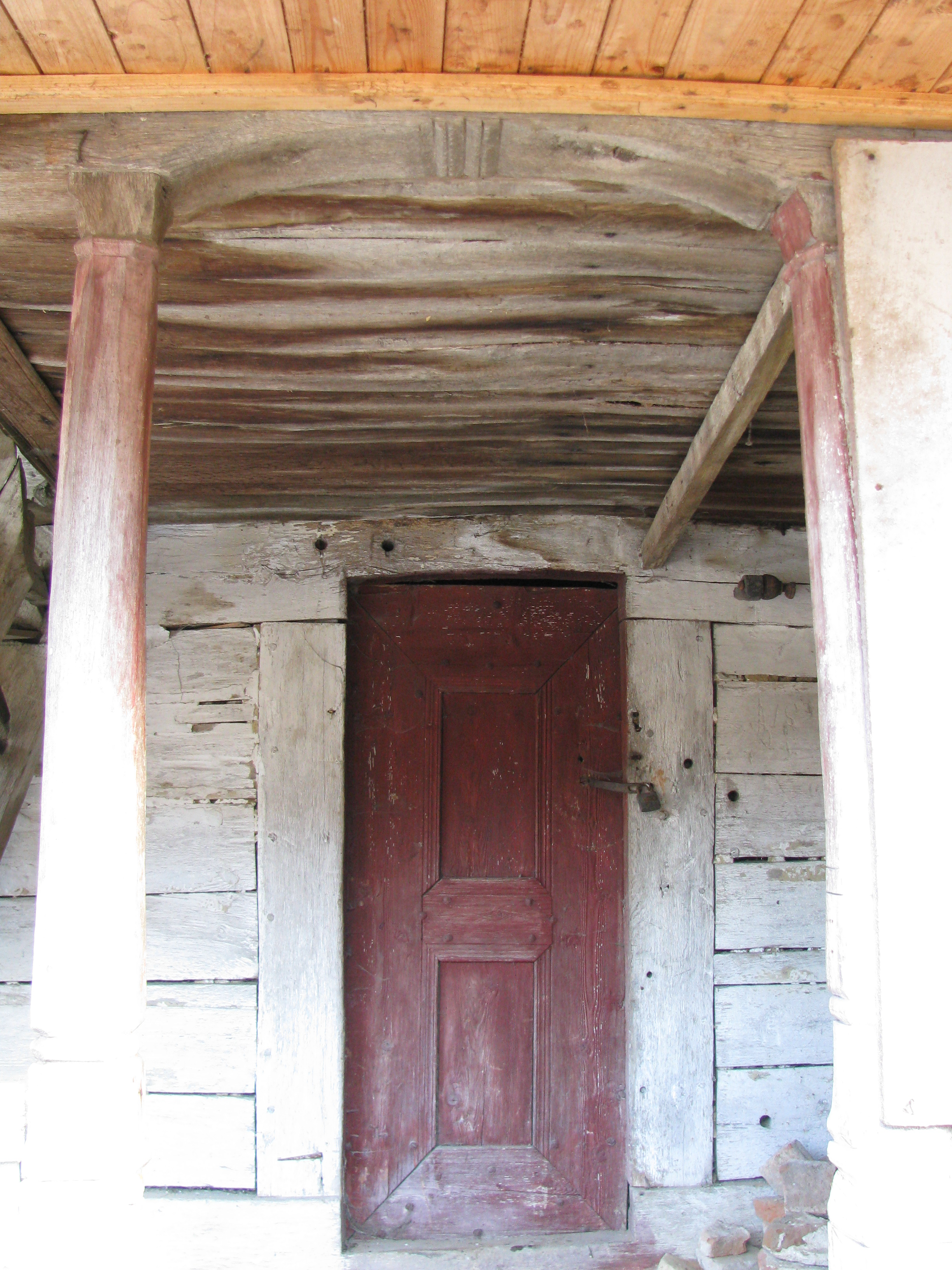
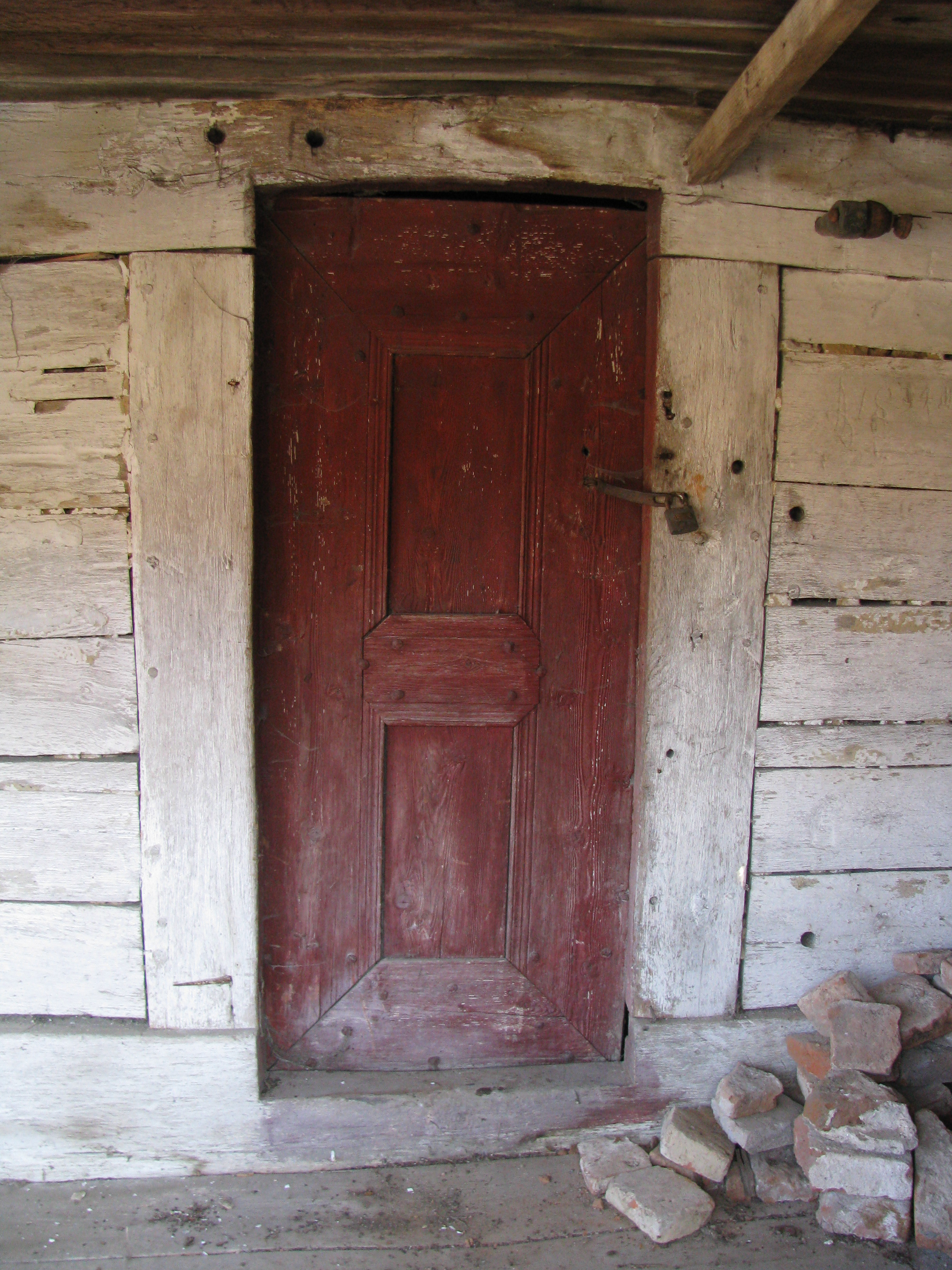
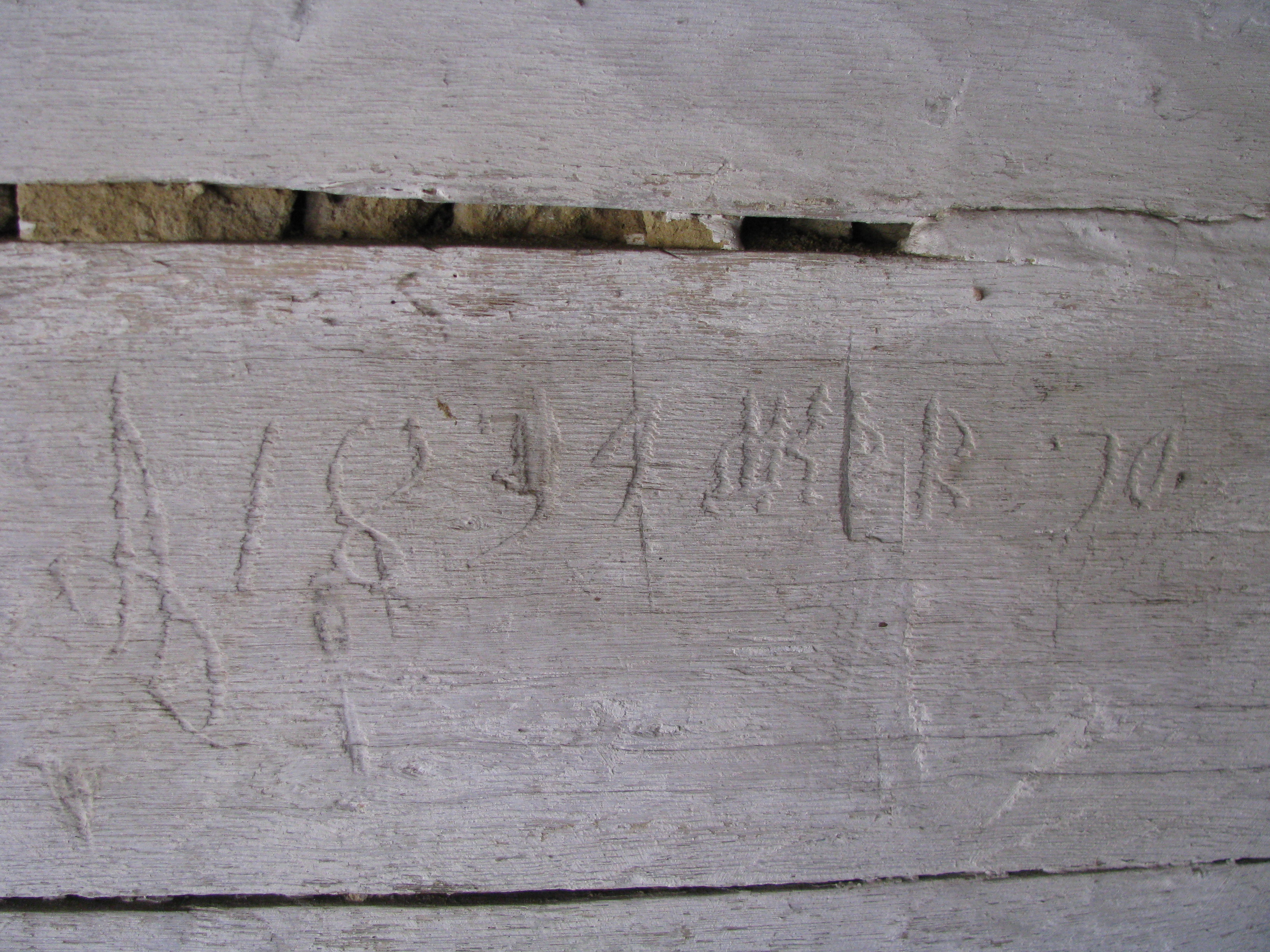
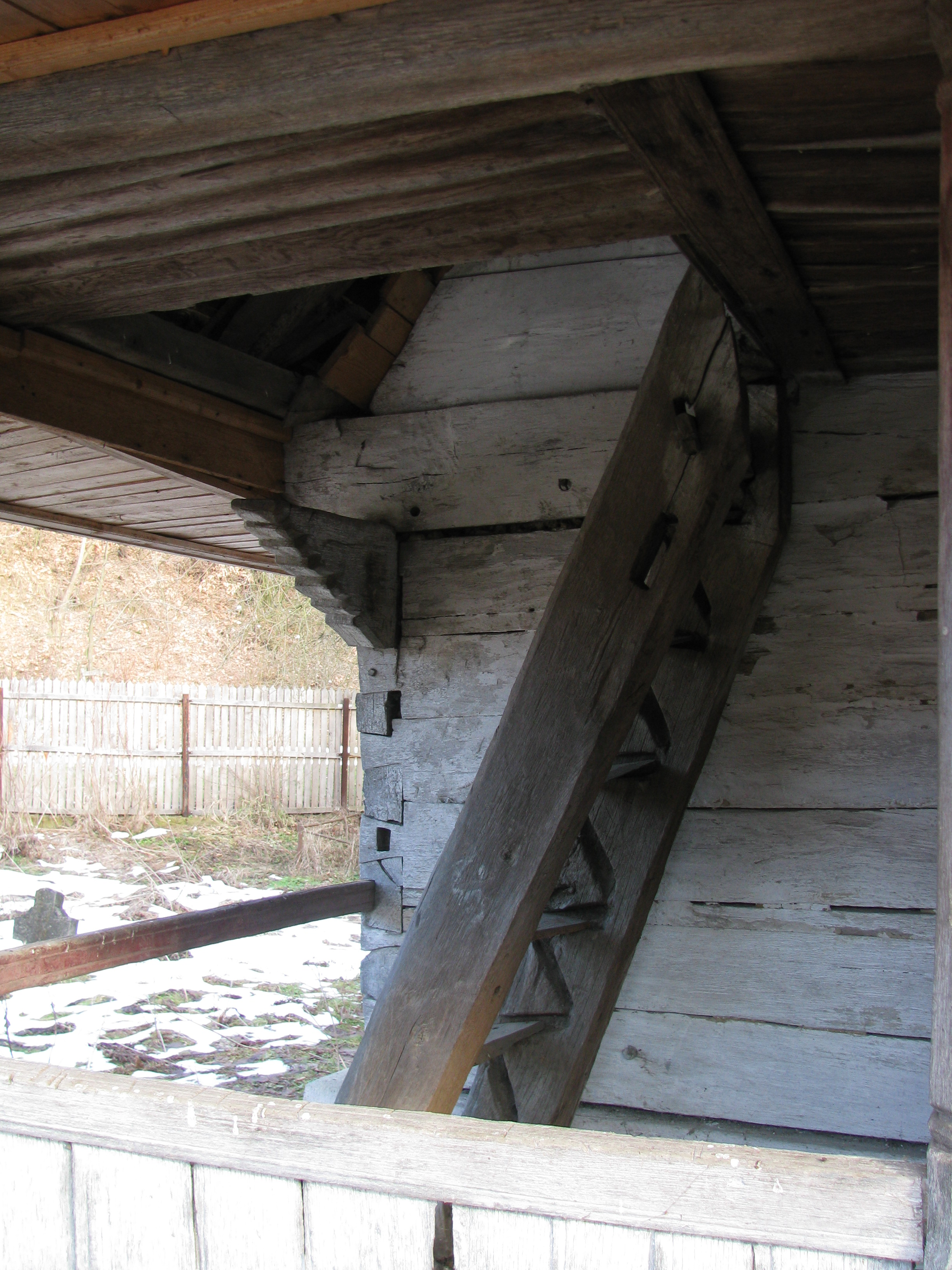
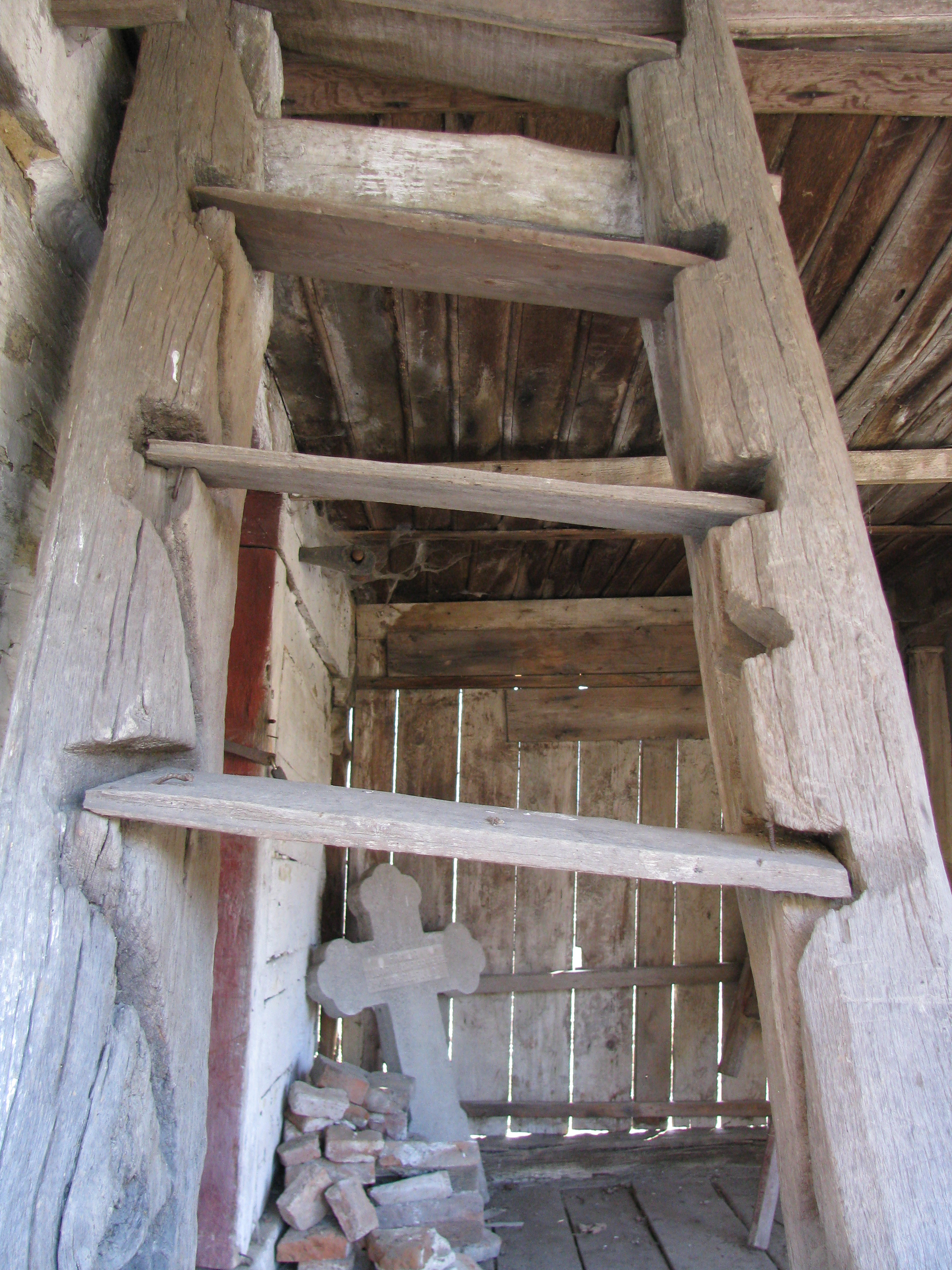
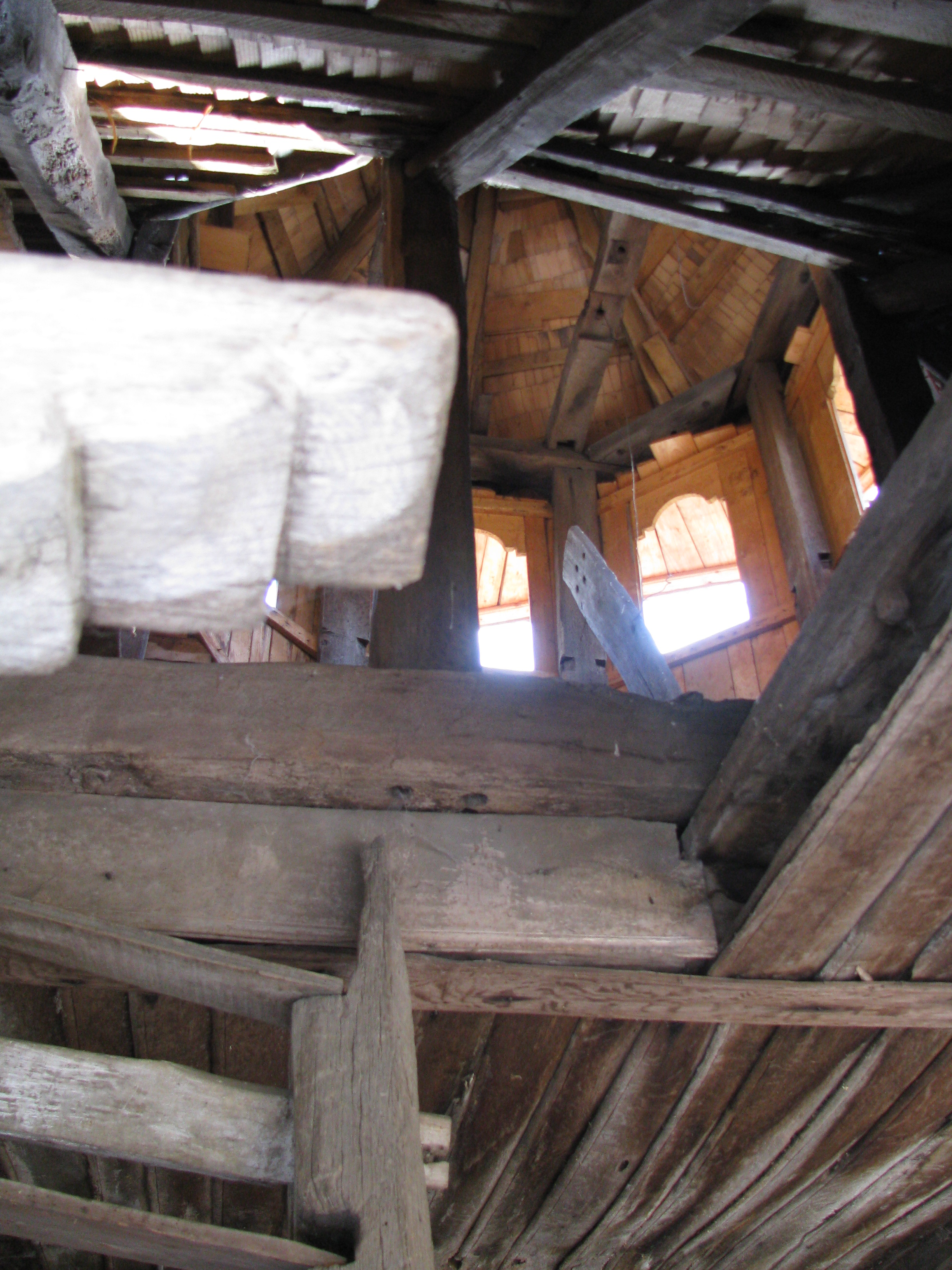